# Mk VIII Cromwell
Il Tank, Cruiser, Mk VIII, Cromwell (A27M), così chiamato in onore di Oliver Cromwell, era un carro armato incrociatore britannico della seconda guerra mondiale. Fu il primo carro dell'arsenale britannico a fruire di un motore a doppia alimentazione, di elevata velocità e di ragionevole corazzatura. Più avanti nel conflitto, fu il più diffuso carro progettato dalla Gran Bretagna a operare, rimpiazzando il carro Sherman in alcune unità. La sua progettazione servì come punto di partenza per il successivo Comet.

## Storia
Il Cromwell fu il prodotto del nuovo sviluppo dei carri da combattimento britannici e fu progettato per rimpiazzare il Mk VI Crusader che era diventato rapidamente obsoleto. Alla fine del 1940, lo Stato maggiore emise le specifiche per il nuovo carro e i progetti gli furono sottoposti ai primi del 1941.
A causa della tipica frettolosità e della mancanza di componenti, il primo di questi carri armati ad essere approvato, il Mk VII Cavalier, aveva troppi problemi per poter essere considerato idoneo al combattimento attivo. Uno dei problemi chiave fu il suo motore Liberty L-12 prodotto dalla Nuffield Organisation che, semplicemente, non era idoneo allo scopo.
Un nuovo motore, basato sul potente Merlin usato in aerei quali il Supermarine Spitfire, fu ridisegnato e chiamato Meteor. La Rolls-Royce, costruttrice del Merlin, era già appieno impegnata nella produzione e non era in grado di operare sinergie tali per produrre il Meteor, e la costruzione fu quindi passata alla Rover Car Company. Un progetto per un carro modificato, l'A27 Mk VIII, fu allora sfruttato per avvantaggiarsi della nuova potenza resasi disponibile, circa 600 hp (447 kW), il doppio della potenza di cui usufruiva il Liberty.
Per il Meteor la Rover ebbe bisogno di parecchio tempo per allestire le linee di produzione, cosicché i primi A27 furono equipaggiati con l'antiquato motore Liberty. Essi divennero noti come A27L Centaur. Fu solo pochi mesi più tardi, nel gennaio 1943 che un numero sufficiente di motori Meteor fu disponibile e che l'A27M Cromwell entrò in produzione.
Il Cromwell dovette subire ancora altre revisioni prima di entrare in servizio, la più rilevante delle quali attenne al potenziamento del suo pezzo da 6 libbre che lasciò il posto all'Ordnance QF 75 mm (ROQF 75 mm), un adattamento del 6 libbre che poteva usare il munizionamento statunitense per l'M3 75 mm, e non fu prima del giugno 1944 che si poté vedere il Cromwell entrare in azione durante l'Operazione Overlord, cioè l'invasione alleata della Normandia. Esso aveva una ricettività mista per gli equipaggi. Era più veloce ed aveva un profilo più basso del carro statunitense Sherman. Tuttavia, mentre lo spessore della sua corazzatura era uguale a quello dello Sherman, il Cromwell aveva una corazzatura meno inclinata, perciò meno efficiente di quella del carro americano. Il cannone da 75 mm, per quanto in condizione di sparare un efficace proiettile HE, non era in grado di penetrare corazzature allo stesso modo del 6 libbre o il 17 libbre che equipaggiava la variante dello Sherman chiamata Firefly. Il Centaur fu per lo più usato per l'addestramento e solo quelli equipaggiati da specialisti furono usati in azione. La versione da appoggio ravvicinato del Centaur fu in servizio come parte del Gruppo Corazzato d'Appoggio della Royal Marines nel D-Day e un certo numero fu impiegato come base per veicoli del genio.
Lo Sherman rimase il più diffuso carro in servizio nel British Army e nelle unità corazzate del Commonwealth. I Cromwell furono impiegati con l'equipaggio completo solo in una Divisione, la 7ª divisione corazzata Topi del Deserto. Il Cromwell fu anche usato come carro leggero nei battaglioni d'esplorazione delle Divisioni corazzate britanniche a causa della sua grande velocità. Il Cromwell fu poi sostituito in piccoli numeri dal Comet. Sebbene il Comet fosse simile al Cromwell e ne condividesse alcune componenti, esso fu il miglior carro armato equipaggiato con un pezzo da 77 mm gun (un adattamento del cannone QF da 17 libbre).
Nel dopoguerra il Cromwell rimase in servizio e fu usato dalla Finlandia.

## Prestazioni
Il Cromwell fu uno fra i carri più veloci in servizio nella seconda guerra mondiale, con una velocità massima di 64 km/h. Sfortunatamente questa velocità metteva a dura prova le sospensioni Christie, quindi il motore venne limitato per erogare al massimo una velocità di 51 km/h, che, pur essendo elevata, era superata da quella dello statunitense M24. Grazie alle sue sospensioni Christie, il Cromwell era assai agile sui campi di battaglia. Il pezzo principale da 75 mm sparava le stesse munizioni del 75 mm statunitense, pertanto aveva più o meno le stesse capacità distruttive e di penetrazione nelle corazze del carro M4 Sherman (che era equipaggiato con un cannone simile). La protezione del Cromwell variava da uno spessore di corazza di 8 mm a 76 mm, successivamente lo spessore massimo fu portato a 102 mm applicando per saldatura piastre di corazzatura addizionali. Questo valore di corazzatura era confrontabile con quello dello Sherman (76 mm), sebbene non fosse inclinato come quello della piastra frontale dello Sherman. Gli equipaggi dei Cromwell nell'Europa Nord Occidentale (non risulta un suo impiego sul fronte italiano), ne apprezzarono la maggiore velocità, manovrabilità e affidabilità per prendere di fianco i carri tedeschi, generalmente più pesanti e più impacciati. Nonostante questi pregi, il Cromwell non rappresentava un grave ostacolo per i migliori carri avversari, quindi la progettazione britannica fu costretta a fare un passo avanti con la realizzazione del Comet, prima di arrivare al carro migliore (che, tuttavia, entrò in servizio solo dopo la fine della guerra), cioè il Centurion.

## Varianti

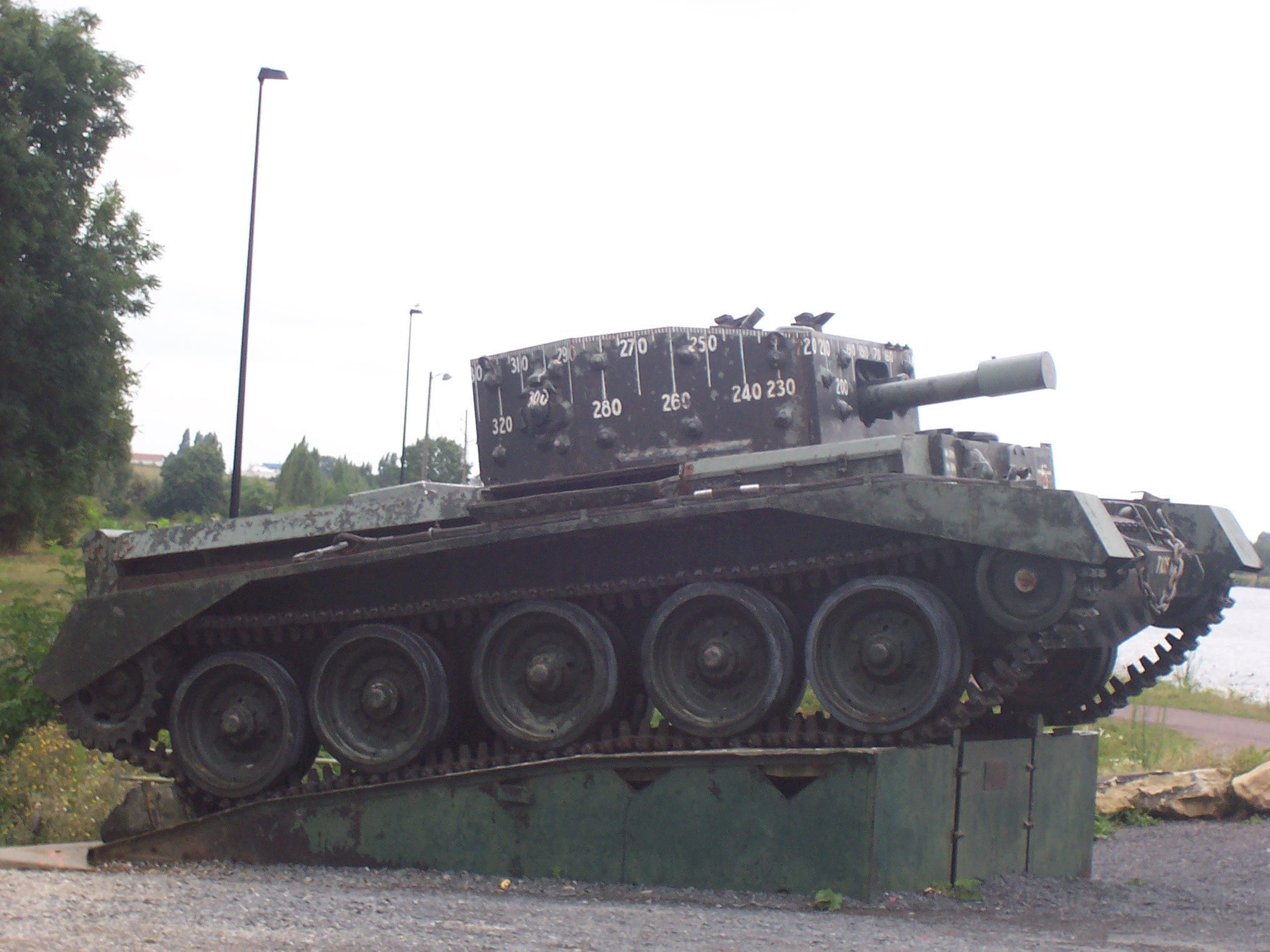
Centaur IV

Centaur IPrima immagine. Armato con un cannone RO QF 6 libbre (2,7 kg) (64 Rounds). Fu usato solo per addestramento.
Centaur IIMark I con cingoli più larghi e senza mitragliatrice in torretta. Solo sperimentale.
Centaur IIICentaur armato con il pezzo da 75 mm ROQF Mk V (Ordnance QF 75 mm). Nel 1943, molti dei Centaur I furono trasformati in Centaur III, tuttavia alcuni sopravvissero nella loro progettazione originaria.
Centaur IV (80)Centaur per l'appoggio ravvicinato alla fanteria, armato con un obice da 95 mm (51 colpi a bordo). Questa versione del Centaur è l'unica che, per quanto si sa, sia entrata in combattimento, nel servizio con le truppe da sbarco britanniche (Royal Marines). I veicoli erano equipaggiati con sistemi di guado per essere sbarcati, in particolare erano forniti di snorkel stagni per il motore ed i cannoni erano protetti da coperture per le armi.

Centaur, AA Mk I e Centaur, AA Mk IIUtilizzavano le torrette Crusader III AA Mk II e Mk III (Crusader III antiaerea modello 2 e modello 3) con un complesso binato Polsten. I Centaur AA MK I, schierati inizialmente in Normandia, furono ritirati dopo breve tempo, dato che la superiorità aerea alleata li rendeva non necessari.

Cromwell I (600)Era il Centaur I modificato per utilizzare il motore Meteor V12, furono costruiti in piccolo numero dato il passaggio dell'armamento dal 6 libbre (57 mm) al cannone da 75 mm (Centaur III).

Cromwell IIFu solo un progetto (non ne fu costruito nessun esemplare), in cui veniva aumentata la larghezza dei cingoli e veniva eliminata la mitragliatrice nello scafo per permettere un aumento del carico.

Cromwell III (~200)Era il Centaur I sovrapotenziato con il motore Meteor V12, prodotto in numero limitato a causa dello scarso numero di Centaur I originali.

Cromwell IV (1935+)Era il Centaur III modificato per l'uso del motore Meteor V12, fu la variante costruita nel maggior numero di esemplari.

Cromwell IVw: Motore Meteor e scafo saldato anziché chiodato.

Cromwell VwVariante che utilizzava fin dall'inizio il cannone da 75 mm con scafo saldato anziché chiodato.

Cromwell VICromwel per l'appoggio alla fanteria, utilizzava l'obice da 95 mm.

Cromwell VII (~1500)Cromwell IV e V aggiornati con ulteriore protezione, cingoli più larghi e nuovi cambi.  Introdotti verso la fine della guerra e non parteciparono attivamente a molti combattimenti.

Cromwell VIIw e Cromwell VIIICromwell Vw e Cromwell VI aggiornati alle caratteristiche del Cromwell VII.

### Veicoli basati sul medesimo telaio

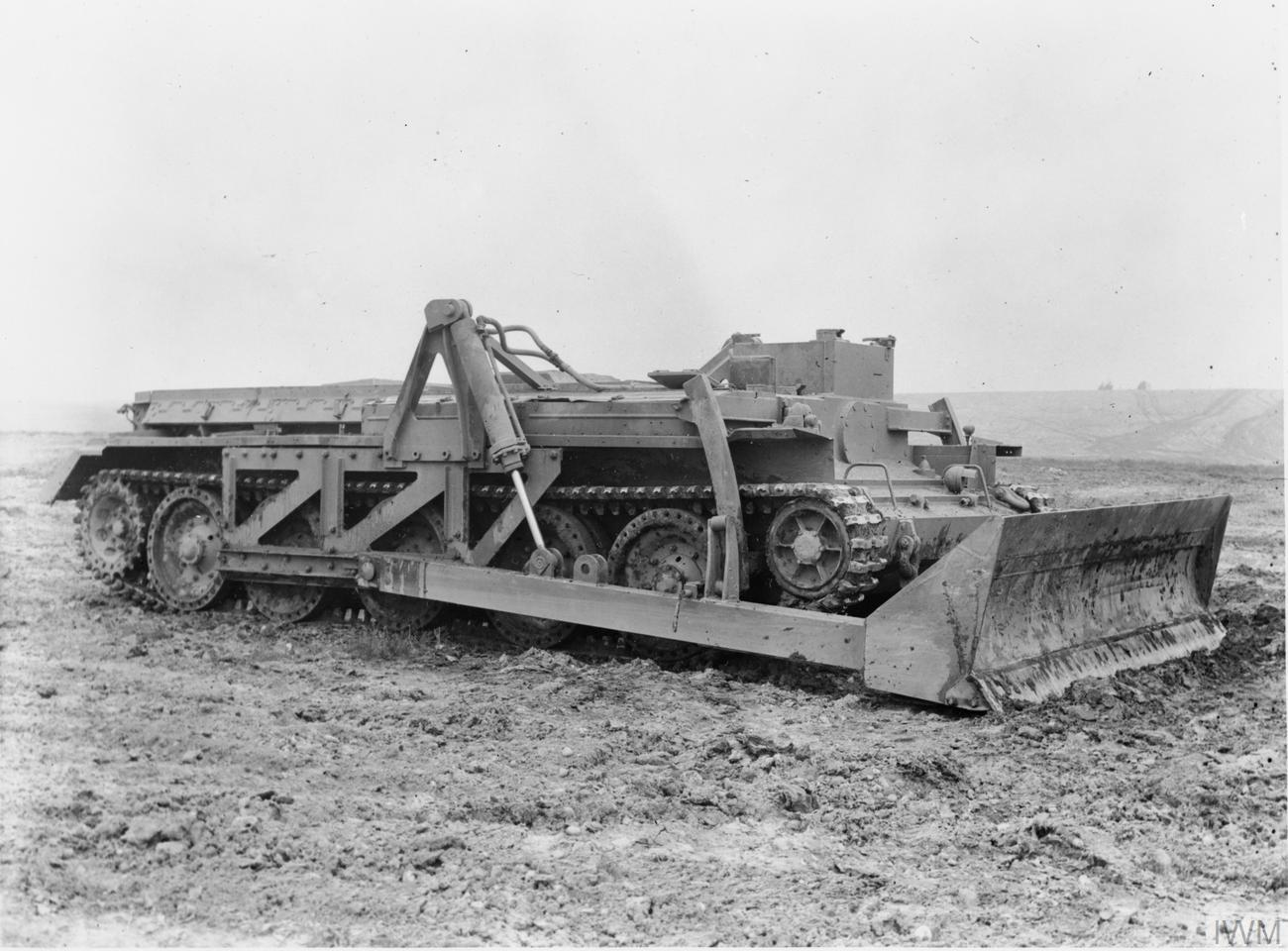
Centaur Dozer

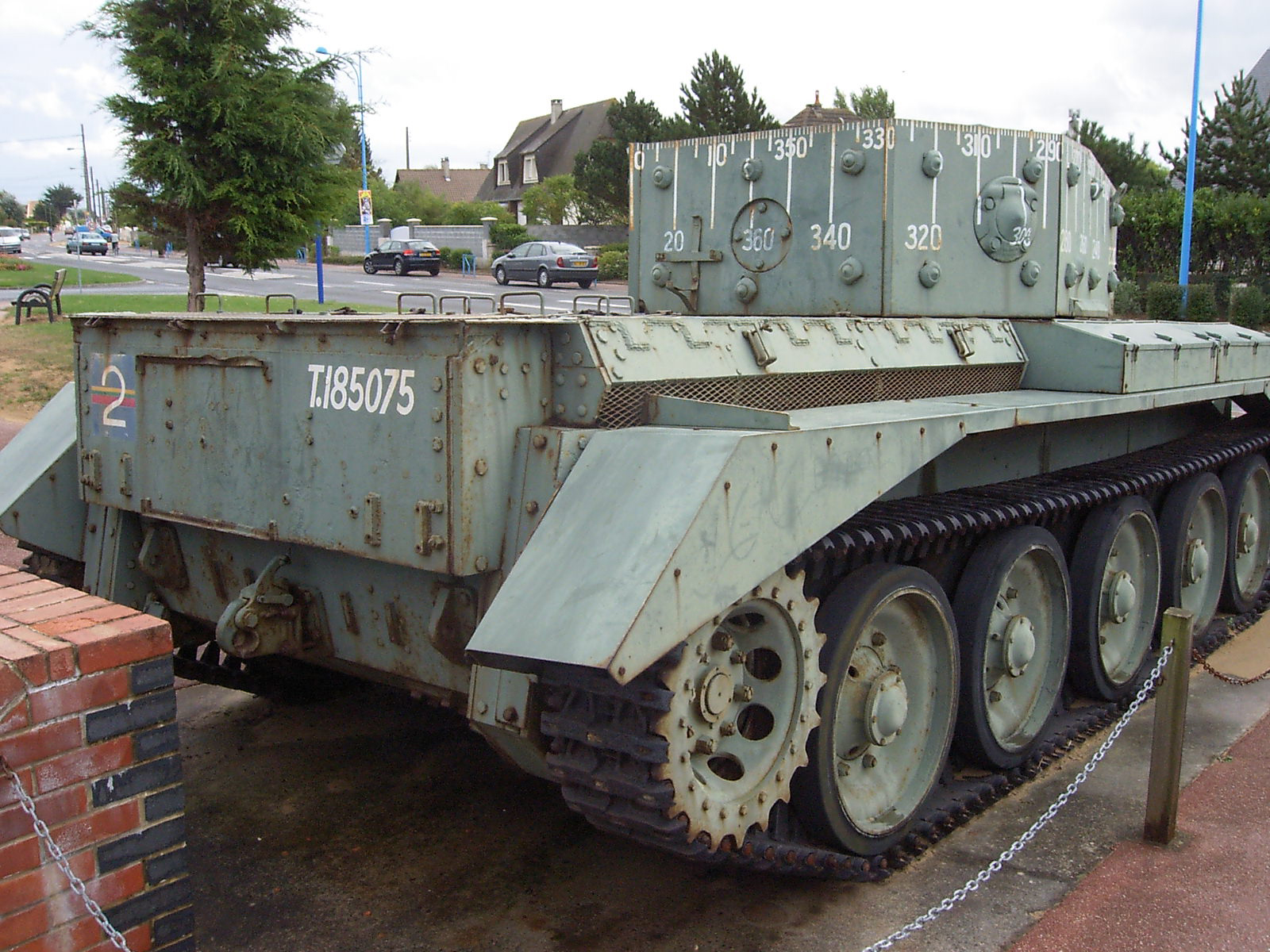
Cromwell Mk VII

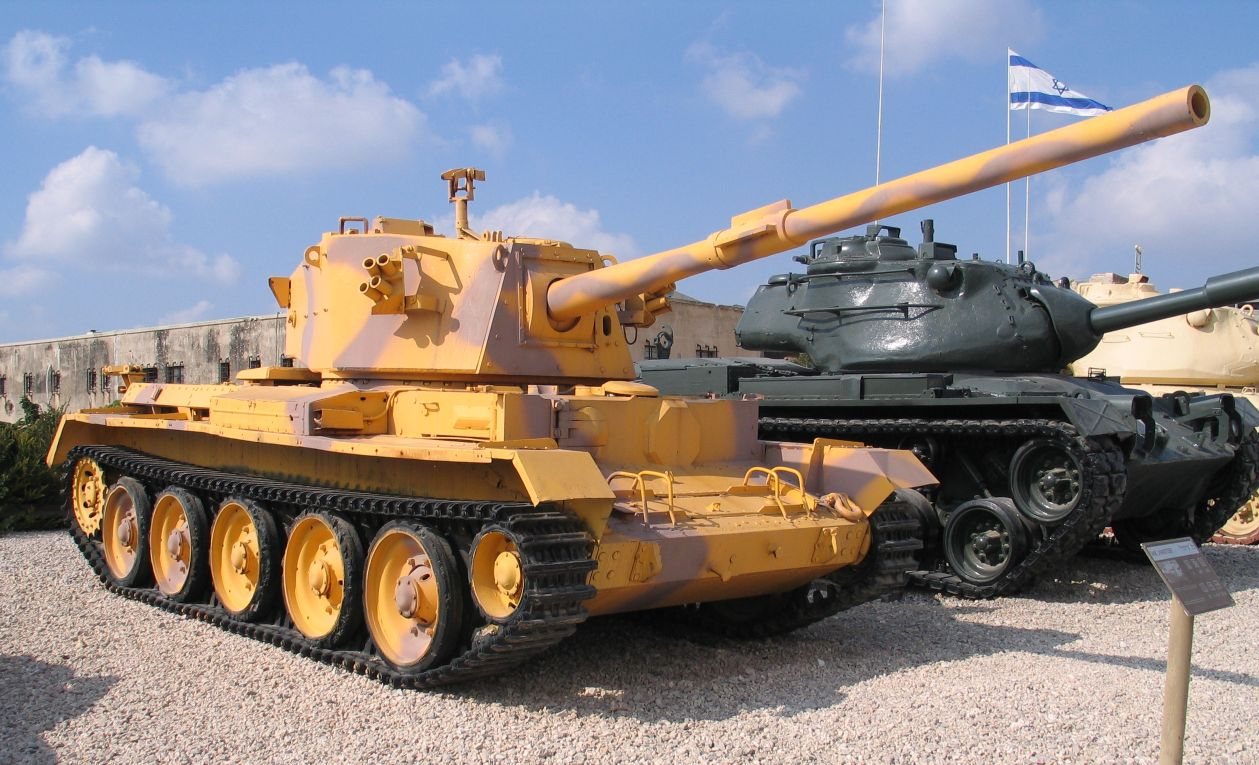
Il Charioteer, versione cacciacarri del Cromwell realizzata negli anni cinquanta

Challenger (A30) Tank Cruiser (Carro incrociatore Challenger)Il progetto combinava uno scafo Cromwell allungato ed il cannone 17 libbre in una nuova torretta

Avenger (semovente)|Avenger semovente 17pdr, A30 (Avenger)Versione del Challenger con torretta aperta.
Centaur DozerCarro Centaur a cui era stata rimossa la torretta e fornito d'una lama da bulldozer mossa da un verricello, nella categoria dei veicoli definiti funnies (strani) nell'esercito britannico.
Centaur OP (Observation Post) e Cromwell Command/Observation Post (Comando o Posto di Osservazione)Centaur o Cromwell (generalmente modello IV, VI o VIII) in cui il cannone era sostituito con un simulacro esterno ed internamente con ulteriori apparecchiature di trasmissione. Dato che veniva utilizzato come carro comando o come postazione per l'osservazione avanzata del tiro di artiglieria, il simulacro impediva di renderlo immediatamente riconoscibile nello schieramento del battaglione.
Centaur Kangaroo (canguro)Centaur a cui veniva rimossa la torretta per renderlo adatto al trasporto di una squadra di fanteria. prodotto in quantità molto limitata. (La funzione tattica, ed il nome, sono quelli dello Sherman Kangaroo)
Centaur ARVCentaur a cui era stata rimossa la torretta ed inserito un verricello (in alcuni casi anche una gru a capra), utilizzato come veicolo di recupero dei carri danneggiati.
FV 4101 CharioteerVersione cacciacarri con cannone da 20 libbre.

## Mezzi sopravvissuti
- Bovington Tank Museum, Dorset, Inghilterra. Cromwell IV in buono stato di conservazione. È possibile accedere all'interno pagando semplicemente il biglietto d'ingresso del museo.
- Thetford Forest, Norfolk, Inghilterra. Cromwell IV collocato all'esterno, accessibile gratuitamente al pubblico. Il mezzo è collocato sulla strada A1065, due miglia a nord di Mundford. Fra gennaio e maggio 1944 l'area fu occupata da reggimenti corazzati della 7ª divisione corazzata Topi del Deserto (Topi del Deserto) prima che s'imbarcassero per la Normandia. Il carro fa parte del monumento eretto nel 1998 a quella Divisione. È in buono stato di conservazione, essendo stato restaurato e dipinto, come replica del carro "Little Audrey" del 1º Royal Tank Regiment.[2]